# جيراسيموس الثالث
جيراسيموس الثالث (Πατριάρχης Γεράσιμος Γ’) بطريرك الإسكندرية للروم الأرثوذكس من 1783 الي 1788. ولد في جزيرة ليروس. درس في اسطنبول . كان شخصًا مثقفًا ومترجمًا متمرسًا للكتب المقدسة . بعد نقل عمه المطران ميثوديوس من متر وعفير ، إلى كرسي هرقليون ، أصبح جيراسيموس خليفته علي الكرسي . في 20 يونيو 1783 انتخب بطريركاً لكرسي كنيسة الإسكندرية للروم الأرثوذكس بإسطنبول بناءً على تعليمات سلفه البطريرك كبريان . [بحاجة لمصدر]